# Sembungrejo (Merakurak)
Sembungrejo is een bestuurslaag in het regentschap Tuban van de provincie Oost-Java, Indonesië. Sembungrejo telt 1854 inwoners (volkstelling 2010).